# Liste von Übungsmitteln gemäß den Kennblättern fremden Geräts D 50/10

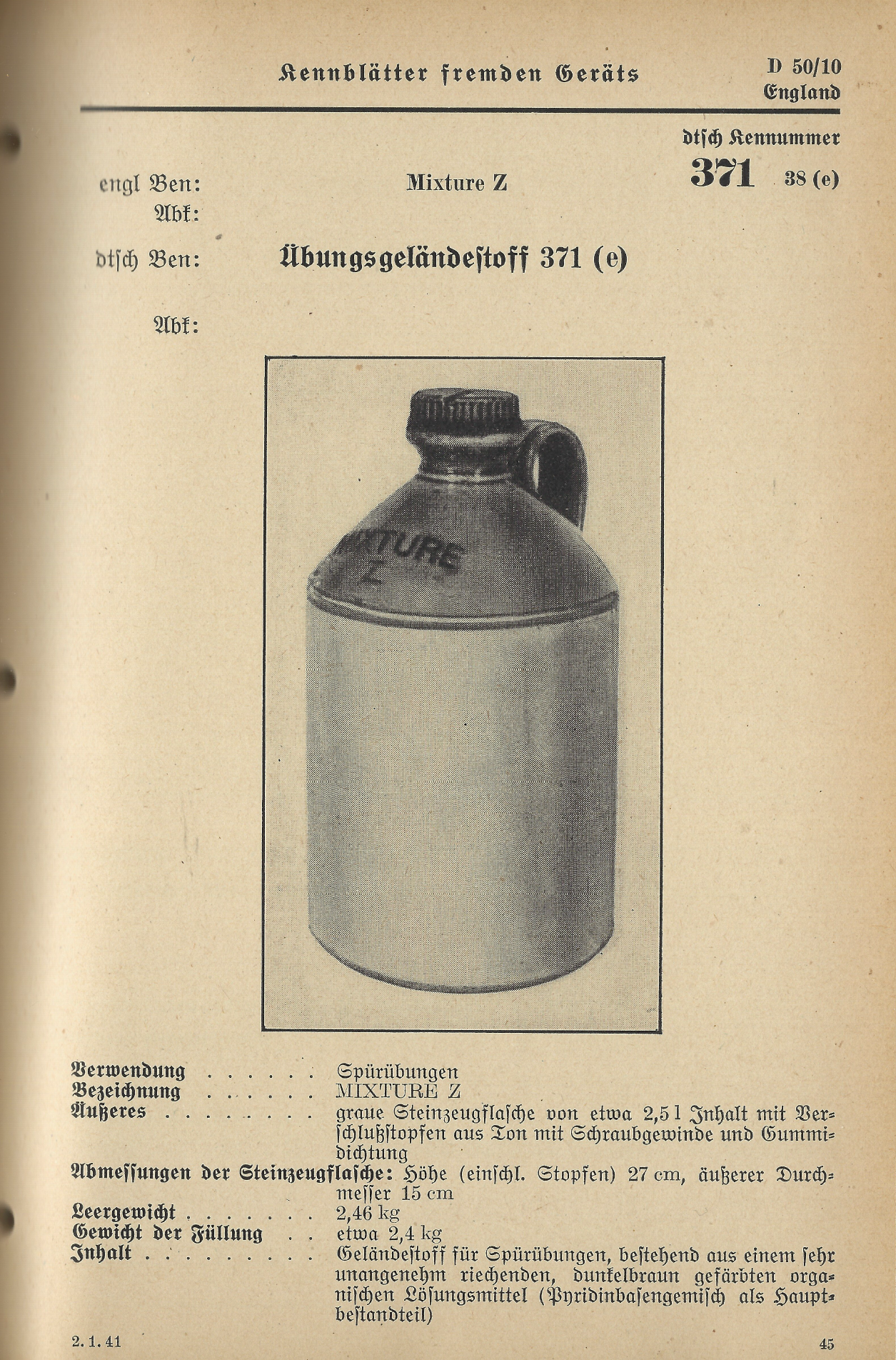
Kennblattbeispiel zu
D 50/10 Nr 371 30 (e)

In dieser Liste von Übungsmitteln gemäß den Kennblättern fremden Geräts D 50/10 werden Nebelkerzen, Schwelkerzen und deren Zubehör aufgeführt, die vom Heereswaffenamt verzeichnet wurden. Einige dieser Geräte und auch Zubehör wurden erstmals in der D. 50/9 aufgeführt, mit dem 6. Nachtrag jedoch in die D. 50/10 übernommen.
Nachfolgend ein Überblick/Auszug zur offiziellen Dokumentation Kennblätter fremden Geräts D 50/10: Gasschutzgerät.

## Hinweise zur Liste
Aufbau der Tabelle
Untenstehende Tabelle führt folgenden Spalteninhalte:
- dtsch. Kennnr. (deutsche Kenn-Nummer), dies entspricht dem Originalindex in den Kopfzeilen der Kennblätter mit Kennnummer, Stoffgebietenummer und Beutezeichen.
- Abk. dtsch. Ben. (Abkürzung deutsche Benennung), Originalbezeichnung entnommen aus der fünften Zeile der Kennblätter.
- Landesbez. nach HWA (Heereswaffenamt), Originalangaben entnommen aus der ersten Zeile der Kennblätter.
- Bild, eine Bildauswahl aus Wikipedia für dieses Objekt.
- Bemerkungen, hier werden Links zu bereits existierenden Wikipedia-Artikeln eingetragen.
- Minenart, hier wird die Art der Mine angegeben

 Info: Die in der Tabelle angegebenen Originaleinträge sollen nicht geändert werden, weil diese den Angaben aus den Kennblättern entsprechen. Nach neuerem Forschungsstand sind teilweise Errata in den Kennblättern erkannt worden. Diese werden unten im Abschnitt Anmerkungen jeweils zur Kenn-Nummer erläutert. Die Wikilinks in den runden Klammern sollten das Lemma der entsprechenden Artikel in Wikipedia enthalten.

## Tabellarische Übersicht
| dtsch. Kennr. | Abk. dtsch. Ben.           | Landesbez.nach HWA (Wikipedia-Artikel) | Bild | Bemerkungen |
| ------------- | -------------------------- | -------------------------------------- | ---- | --- |
| 371 38 (e)    | Übungsgeländestoff 371 (e) | Mixture Z                              |      | Verwendung für Spürübungen, 2,5 l Flasche aus Ton, gefüllt mit sehr unangenehm riechenden, dunkelbraun gefärbten organischen Lösungsmitteln (Pyridinbasengemisch) |
| 371 38 (h)    | Geländestoff 371 (h)       | in D. 50/10 keine Angaben              |      | Verwendung für Spürübungen, dunkelgelbes Mineralöl mit Zusatz organischer Schwefelverbindungen von sehr unangenehmen, lostähnlichem Geruch                        |
| 885 38 (e)    | Tränengasampullen 885 (e)  | Capsules Lachrymatory, Mk III          |      | |
| 885 38 (f)    | Tränengasampullen 885 (f)  | in D. 50/10 keine Angaben              |      | |
| 886 38 (f)    | Tränengasampullen 886 (f)  | in D. 50/10 keine Angaben              |      | |